# Американо-чилийские отношения
Американо-чилийские отношения — двусторонние дипломатические отношения между США и Чили.

## История
С 1973 по 1990 год Республика Чили находилась под руководством военного правительства, пришедшего к власти в результате государственного переворота. В конце 1980-х и начале 1990-х годов правительство США приветствовало возрождение демократии в Чили. Обе страны часто консультируются по вопросам представляющим взаимный интерес, в том числе в области торговли, многосторонней дипломатии, безопасности, культуры и науки.

## Торговля
Две страны подписали двустороннее соглашение о свободной торговле. В соглашении предусмотрено отмена пошлин, снижение барьеров для торговли в сфере услуг, обеспечивание защиты прав интеллектуальной собственности и т. д. США и Чили также вместе участвуют в Транстихоокеанском стратегическом экономическом партнерстве.